# برشاوشان زيتوني
برشاوشان زيتوني (الاسم العلمي:Adiantum olivaceum) هو نوع من النباتات يتبع جنس البرشاوشان من الفصيلة الديشارية.